# Reinoldus- und Schiller-Gymnasium
Das Reinoldus- und Schiller-Gymnasium befindet sich in Dortmund-Dorstfeld in unmittelbarer Nähe zum Revierpark Wischlingen sowie zum Naturschutzgebiet Hallerey. Es ist hervorgegangen aus dem Schiller-Gymnasium (einer ehemaligen Mädchenschule) und dem Reinoldus-Gymnasium bzw. dem Staatlichen Gymnasium (einer ehemaligen Jungenschule). Das Einzugsgebiet der Schule liegt vor allem in den Stadtteilen Innenstadt-West, Huckarde, Dorstfeld, Marten und Kirchlinde. Das Reinoldus- und Schiller-Gymnasium hat sich im Laufe seiner Schulgeschichte von einem altsprachlich-humanistischen Gymnasium zu einem modernen Gymnasium mit Schwerpunkten in den Bereichen MINT und Musik entwickelt. Den humanistischen Idealen wird im Rahmen der Bildung für nachhaltige Entwicklung weiterhin Rechnung getragen.

## Geschichte

### Das Reinoldus-Gymnasium bzw. Staatliche Gymnasium
Zu Ostern des Jahres 1907 wurde mit dem „Königlichen Gymnasium“ an der Lindemannstraße in der Nähe der Möllerbrücke ein staatliches humanistisches Gymnasium gegründet. Während das Stadtgymnasium zu dieser Zeit eher evangelisch ausgerichtet war, wollte man mit dem neugegründeten humanistischen Gymnasium eher katholische Bevölkerungskreise ansprechen. Gegen den Nationalsozialismus gab es am Staatlichen Gymnasium zunächst einen gewissen Widerstand. So beklagte sich Kreisamtsleiter Etterich 1936, dass das Staatliche Gymnasium „diejenige höhere Schule [in Dortmund sei], bei der die geringste Mitarbeit von Lehrerschaft und Schülerschaft im Sinne des Nationalsozialismus festzustellen ist.“ Später setzte sich der Nationalsozialismus jedoch auch am Staatlichen Gymnasium durch. Im Zuge dessen wurde die Schule zwischenzeitlich in Albert Leo Schlageter-Gymnasium umbenannt. Die Namensänderung wurde jedoch nach dem Zweiten Weltkrieg schnell zurückgenommen. Während des Zweiten Weltkriegs musste die Schule mehrfach das Schulgebäude wechseln. Unter anderem fand der Unterricht für einige Monate in der frischen Nehrung im heutigen Polen statt.
Nach dem Zweiten Weltkrieg wurden Räumlichkeiten in der stillgelegten Zeche Germania bezogen, ab 1948 konnten wieder Räumlichkeiten an der Lindemannstraße genutzt werden. In den 70er Jahren forderten etliche Schüler mehr Freiheiten und mehr Mitbestimmungsmöglichkeiten. Gleichzeitig wurde es an der Lindemannstraße als Hauptverkehrsstraße zunehmend lauter, sodass man, wie in den Schulannalen berichtet wird, 1973 in der Sehnsucht nach mehr Ruhe den Umzug in die Nähe des Naturschutzgebiets Hallerey beschloss. 1974 ging die Schule in städtische Trägerschaft über und trug fortan den Namen Reinoldus-Gymnasium für Jungen und Mädchen – die Koedukation wurde nach einigen Jahren 'Probelauf' noch im Gebäude an der Lindemannstrasse, im Schulnamen aufgenommen.

### Das Schiller-Gymnasium
Hervorgegangen ist das Schiller-Gymnasium aus der 1885 von Paula Goeker gegründeten privaten höheren Mädchenschule. 1911 wurde die Schule an der Kronprinzenstraße von der Stadt Dortmund gekauft und als Städtisches Lyzeum II neu eröffnet. 1917 erfolgte der Umzug in ein neues, imposantes Schulgebäude am Hohen Wall, das von 1877 bis 1879 mit Aula, Turnhalle und Schulplatz für die Oberrealschule errichtet worden war und am 21. Mai 1943 bei einem alliierten Bombenangriff völlig zerstört wurde. Im Nationalsozialismus kam es zu einschneidenden Veränderungen der Unterrichtsinhalte und weder der Rabbiner noch jüdische Schülerinnen waren mehr an der Schule willkommen. Nach der Zerstörung des Schulgebäudes 1943 fand der Unterricht teilweise im Raum Freiburg, teilweise am Tegernsee statt. Die Schülerinnen wurden, wie die anderer Dortmunder Schulen auch, zu Kinderlandverschickten.
1946 wurden zunächst die Gebäude der Schinkelschule in Kirchlinde und der Overbergschule in Mengede mitgenutzt, bevor das Schiller-Gymnasium 1949 in das ehemalige Krankenhaus in der Burgholzstraße 150 umzog. Die Schülerschaft wuchs stark an, der Raum wurde knapp und schließlich wurde 1959 das Helene-Lange-Gymnasium vom Schiller-Gymnasium abgespalten. 1969 begann am Schiller-Gymnasium die Koedukation, 1970 erfolgte dann der Umzug in den Neubau in Dorstfeld/Wischlingen, da das ehemalige Krankenhaus an der Burgholzstraße als Schulgebäude nie wirklich geeignet schien.

### Das Reinoldus- und Schiller-Gymnasium
1986 wurden das Reinoldus- und das Schiller-Gymnasium zusammengelegt, um den Schülerinnen und Schülern ein größeres Kurswahlangebot in der Oberstufe zu ermöglichen. Im Jahr 2013 wurde eine neue Dreifachsporthalle eingeweiht.

## Das Reinoldus- und Schiller-Gymnasium heute
Die Schule zeichnet sich durch ein reiches Schulleben aus mit zahlreichen AGs, Betreuungsangeboten und Fahrten. Angeboten wird auch zusätzlicher MINT-Unterricht ab Klasse 5 sowie Bläser- und Chorklassenunterricht. 2019 wurde das Reinoldus- und Schiller-Gymnasium erneut als MINT-freundliche Schule ausgezeichnet. Zum MINT-Schwerpunkt gehört auch das regelmäßige Leistungskursangebot in den Fächern Mathematik, Biologie und Informatik. Ein weiterer Schwerpunkt liegt in der Bildung für nachhaltige Entwicklung. Darüber hinaus ist die Schule Mitglied im Netzwerk Schule ohne Rassismus und wurde als Fairtrade School ausgezeichnet.